# Lozang Thubtän Čhökji
 Lozang Thubtän Čhökji (12. ledna 1883, Dakpo – 1. prosince 1937, Gyêgu) byl 9. tibetským pančhenlamou. Roku 1901 byl navštíven mongolským lamou Agvan Dordževem. I když Dorždev zůstal jen pár dní, pančhenlama mu měl předat tajné učení a zlaté sošky, což natrvalo ovlivnilo Dordžievův pohled na buddhistické učení.